# Forces du pacte de l'Alternative démocratique
Les Forces du pacte de l'Alternative démocratique ou PAD ou FPAD sont un rassemblement de différents partis politiques, associations et membres de la société civile comme les syndicats autonomes, associations, chercheurs universitaires, juristes et écrivains, afin de trouver une alternative politique à la crise qui secoue l'Algérie depuis les manifestations de 2019 en Algérie.

## Création
L'alliance des Forces du pacte de l'Alternative démocratique s'établit le 26 juin 2019 à Alger pendant le mouvement Hirak en Algérie, après la démission du président Abdelaziz Bouteflika, de façon indépendante du Forum civil pour le changement et des Dynamiques de la société civile, d'autres alliances larges créées lors du Hirak.
La convention nationale suivante qui prévoyait de réunir ces différents acteurs a été interdite deux fois de suite, en août et en septembre. Elle aura finalement lieu le 9 septembre 2019 au siège du RCD.

## But
Ce pôle de démocrates algériens s'oppose à l'organisation d’élections présidentielles et appelle à une période de transition pour la mise en place d'un État de droit, un processus constituant souverain, l'indépendance de la justice, l'ouverture des médias à la libre expression et la libération des détenus d'opinion du Hirak.

## Membres
On y retrouve, à l'origine, la Ligue algérienne pour la défense des droits de l'homme (avec Said Salhi), le Rassemblement pour la culture et la démocratie (RCD) avec Mohcine Belabbas à sa tête, le Front des forces socialistes (Ali Laskri), le CAMAN d'Ali Brahimi, Tarik Mira, Hacène Boudjema et Hamid Ouazar[réf. nécessaire], l’UCP de Zoubida Assoul[réf. nécessaire], le Parti pour la laïcité et la démocratie (PLD),de Mustapha Hadni, le Mouvement démocratique et social de Fethi Ghares, le Parti des travailleurs, le Parti socialiste des travailleurs de Mahmoud Rechidi, ainsi que le Rassemblement actions jeunesse (Hakim Haddad). 
Le 11 novembre 2019, le PLD se retire du PAD à cause de la faible composante laïque au sein de l'alliance, dont l'éventuelle participation de l'islamiste Abdallah Djaballah au PAD. Le 6 novembre 2020, le FFS, par l'intermédiaire de son premier secrétaire Youcef Aouchiche, annonce son retrait du PAD « pour des divergences de fond avec les partis qui composent cette instance ».

## Actions
Le 7 janvier 2020, le PAD propose une rencontre le 25 janvier 2020 de « tous ceux et celles qui agissent en faveur de l'alternative démocratique », appelée les « Assises nationales de la démocratie », pour débattre « des mécanismes et de la nature de la transition et du processus constituant ». Les organisateurs réservent une salle publique, « la Safex », pour la réunion et obtient l'accord écrit de l'administration de celle-ci. La veille des assises, l'autorisation d'usage de la salle Safex est retirée « tacitement ».
La conférence a lieu avec 400 participants le 25 janvier au siège du RCD. Les points principaux d'accord des participants sont :
- la mise en route d'une période de transition démocratique autonome qui « passe par la dissolution de toutes les institutions illégitimes »[11] ;
- l’illégitimité, d'après eux, de l'élection présidentielle du 12 décembre 2019 et du système de gouvernement existant[11] ;
- leur rejet de la méthode de révision constitutionnelle du nouveau président Abdelmadjid Tebboune et du « dialogue » avec le président[11] ;
- l'organisation d'« un processus constituant souverain »[11] ;
- la libération immédiate des détenus du Hirak[10] ;
- les libertés politiques dont la liberté de la presse et de manifestation[10].

Les organisateurs de la rencontre s'engagent à organiser une « conférence nationale indépendante du système » dont le but serait de définir « les modalités, les règles et les échéances consensuelles de la transition et du processus constituant souverain ».
Les forces du pacte de l'Alternative démocratique annoncent le 5 avril 2021  leur « rejet des législatives du 12 juin » de 2021.